# Heinz Günther Henneberg
Heinz Günther Henneberg (* 22. Januar 1926 in Vinzelberg; † 4. November 2016) war ein deutscher Geodät und seit 1961 Professor für Geodäsie an der venezolanischen Zulia-Universität (LUZ).

## Leben und Wirken
Henneberg legte 1949 sein Abitur an der Herzog-Ernst-Oberschule in Uelzen ab. Anschließend studierte er gleichzeitig Vermessungs- und Bauingenieurwesen an den Technischen Universitäten Braunschweig und  Hannover. Nach seinem Diplom im Bereich Vermessungswesen 1953 leitete er die Vermessungsarbeiten an der Düsseldorfer Nordbrücke und an der General-Rafael-Urdaneta-Brücke in Venezuela. Diese beiden Projekte machte Henneberg zum Gegenstand seiner Dissertation, mit der er 1962 an der Universität Hannover promovierte.
Seit 1961 Professor an der Zulia-Universität (LUZ) in Maracaibo betreute er ingenieurgeodätische Projekte in Venezuela wie zum Beispiel die Errichtung und die Bauwerksüberwachung der Puente de Angostura, der Brücke über den El Limón oder des Guri-Damms. Deformationen der Erdkruste im Erdölfördergebiet an der Ostküste des Maracaibo-Sees sowie horizontale Verschiebungen der Boconó-Verwerfung im Cordillera de Mérida stellten weitere Tätigkeitsfelder dar.
Henneberg war korrespondierendes Mitglied der Deutschen Geodätischen Kommission (seit 1970), Präsident der venezolanischen Vereinigung der Geodäten (seit 1975) und arbeitete in verschiedenen Funktionen für die International Association of Geodesy (IAG), etwa als Sekretär der Kommission I „Positioning“ (1979–1987), als Präsident des südamerikanischen Ablegers der Commission on Recent Crustal Movements (CRCM) (1983–1995) und als Vizepräsident einer Kooperation zwischen der IAG und dem Pan American Institute of Geography and History (PAIGH).
Henneberg war Vater von fünf Kindern.

## Veröffentlichungen
- Messungswerk großräumiger Brückenbauten, dargestellt an den Arbeiten für die Nordbrücke Düsseldorf und die Maracaibo-Brücke, Dissertation 1962